# Okręg wyborczy Rye
Okręg wybory Rye powstał w 1366 r. Obejmował on miasto Rye w East Sussex i okolice. Wysyłał do Izby Gmin dwóch deputowanych. Od 1832 r., kiedy wydano Great Reform Act, na okręg Rye przypadał jeden mandat deputowanego. Okręg został zniesiony w 1950 r. Przywrócono go ponownie w 1955 r. i ostatecznie zlikwidowano w 1983 r.

## Deputowani do brytyjskiej Izby Gmin z okręgu Rye

### Deputowani z lat 1366-1640
- 1571: Thomas Fanshaw
- 1597: Sampson Lennard
- 1604–1611: John Young
- 1604–1611: Heneage Finch
- 1621–1622: Emmanuel Gifford
- 1621–1622: John Angell

### Deputowani z lat 1640-1832
- 1640–1641: sir John Jacob
- 1640–1644: John White
- 1641–1653: William Hay
- 1645–1653: John Fagg
- 1654–1656: Herbert Morley
- 1656–1659: William Hay
- 1659–1659: Mark Thomas
- 1660–1667: Herbert Morley
- 1660–1661: William Hay
- 1661–1661: Richard Spencer
- 1661–1679: sir John Robinson
- 1667–1679: sir John Austen
- 1679–1689: Thomas Frewen
- 1679–1685: sir John Darell
- 1685–1689: sir Thomas Jenner
- 1689–1694: sir John Darell
- 1689–1699: sir John Austen
- 1694–1698: Thomas Frewen
- 1698–1702: Joseph Offley, wigowie
- 1699–1701: sir Robert Austen
- 1701–1705: Thomas Fagg
- 1702–1708: Edward Southwell
- 1705–1707: Philip Herbert
- 1707–1762: Phillips Gybbon
- 1708–1722: sir John Norris
- 1722–1727: Henry Aylmer, 2. baron Aylmer
- 1727–1733: John Norris
- 1733–1734: Matthew Norris
- 1734–1749: sir John Norris
- 1749–1754: Thomas Pelham
- 1754–1761: George Onslow
- 1761–1768: John Bentinck
- 1762–1774: John Norris
- 1768–1777: Rose Fuller
- 1774–1775: Middleton Onslow
- 1775–1784: Thomas Onslow
- 1777–1790: William Dickinson
- 1784–1789: Charles Wolfran Cornwall
- 1789–1796: Charles Long, torysi
- 1790–1803: Robert Jenkinson, lord Hawkesbury, torysi
- 1796–1801: Robert Dundas, torysi
- 1801–1802: John Blaquiere, 1. baron de Blaquiere
- 1802–1806: Thomas Davies Lamp, torysi
- 1803–1806: sir Charles Talbot
- 1806–1806: Arthur Wellesley, torysi
- 1806–1807: Patrick Crauford Bruce
- 1806–1807: Michael Angelo Taylor
- 1807–1807: sir John Nicholl
- 1807–1807: Richard Trench, 2. hrabia Clancarty
- 1807–1808: sir William Elford
- 1807–1812: Stephen Rumbold Lushington
- 1808–1812: William Jacob
- 1812–1816: Thomas Phillipps Lamb
- 1812–1812: sir Henry Sullivan
- 1812–1813: Charles Wetherell
- 1813–1818: Richard Arkwright
- 1816–1818: John Maberly
- 1818–1819: Charles Arbuthnot, torysi
- 1818–1826: Peter Browne
- 1819–1819: Thomas Phillipps Lamb
- 1819–1823: John Dodson
- 1823–1826: Robert Knight
- 1826–1830: Richard Arkwright
- 1826–1830: Henry Bonham
- 1830–1831: Hugh Duncan Baillie
- 1830–1830: Philip Pusey
- 1830–1830: George de Lacy Evans
- 1830–1831: Francis Robert Bonham
- 1831–1832: Thomas Pemberton
- 1831–1832: George de Lacy Evans

### Deputowani z lat 1832-1950
- 1832–1837: Edward Barrett Curteis, wigowie
- 1837–1841: Thomas Gybbon Monypenny, Partia Konserwatywna
- 1841–1847: Herbert Barrett Curteis, wigowie
- 1847–1852: Herbert Mascall Curteis, wigowie
- 1852–1865: William Alexander Mackinnon, Partia Liberalna
- 1865–1868: Lauchlan Bellingham Mackinnon, Partia Liberalna
- 1868–1880: John Gathorne-Hardy, Partia Konserwatywna
- 1880–1885: Frederick Andrew Inderwick, Partia Liberalna
- 1885–1903: Arthur Montagu Brookfield, Partia Konserwatywna
- 1903–1906: Charles Frederick Hutchinson, Partia Liberalna
- 1906–1945: George Lloyd Courthope, Partia Konserwatywna
- 1945–1950: William Nicolson Cuthbert, Partia Konserwatywna

### Deputowani z lat 1955-1983
- 1955–1983: Godman Irvine, Partia Konserwatywna